# Fossa navicolare dell'uretra maschile
La fossa navicolare dell'uretra maschile (fossa navicularis uretrae) è la parte spugnosa dell'uretra maschile situata nella parte glande. Si tratta essenzialmente della parte dritta prima dell'orifizio uretrale esterno, formata da un epitelio pavimentoso composto non cheratinizzato.
Nel corpo del pene la porzione cavernosa dell'uretra è stretta e di dimensioni uniformi, e misura circa 6 millimetri di diametro; dietro è dilatata, all'interno del bulbo, e di nuovo anteriormente al glande, dove forma la fossa navicolare dell'uretra. Durante le prime fasi dello sviluppo, il glande è inizialmente compatto ma cannulato per poi favorire la formazione della fossa navicolare.